# Jules Bertrand (homme politique, 1864-1942)
Pour les articles homonymes, voir Jules Bertrand et Bertrand.
Jules Bertrand, né le 19 décembre 1864 à Champniers (Charente) et mort le 18 janvier 1942 à Paris, est un homme politique français.

## Biographie
Propriétaire foncier et fabricant d'engrais, il est président du comité agricole et industriel de La Rochelle, président du tribunal de commerce, de la fédération maritime et commerciale et de l'union des groupements industriels et commerciaux. Conseiller municipal de La Rochelle, il est député de la Charente-Inférieure de 1919 à 1924, siégeant au groupe de l'Entente républicaine démocratique.

## Source
- « Jules Bertrand (homme politique, 1864-1942) », dans le Dictionnaire des parlementaires français (1889-1940), sous la direction de Jean Jolly, PUF, 1960 [détail de l’édition]